# Лугвеній Ольгердович
Лугвеній, Лугвень, Лінгвен (Семен) Ольгердович (~1355 р. — після 1431 р.) — четвертий син великого князя литовського Ольгерда і Уляни Олександрівни Тверської, князь мстиславський (до 1392—після 1431), та новгородський (1389—1392). Засновник династії Мстиславських князів. Герой битви під Грюнвальдом.

## Біографія
В історичних джерелах вперше згадується 29 вересня 1379 року, коли в числі інших литовських князів підписав в Троках мир з Тевтонським орденом. Разом з братом Ягайлом і трьома іншими князями 14 жовтня 1385 року підписав Кревську унію. Брав участь у розгромі великого князя смоленського Святослава Івановича, який підтримав виступ Андрія Ольгердовича проти Ягайла, в битві на річці Вихрі під Мстиславлем 29 квітня 1386 року.
У 1389—1392 — князь у Великому Новгороді, отримав в годування Ладогу, Орєшек, Корелу і половину Копорья. Таємно від новгородців склав васальну присягу Ягайлу як сюзерену Новгорода. У 1390 пробував приєднати до Новгорода Псков, в 1391 році розбив ганзейських піратів-вітальєрів під Орешком. З'їхав з Новгорода під тиском Московського князівства, отримав від Ягайла Мстиславське князівство, яким до нього володів їхній брат Коригайло.
1396 року був посередником у відновленні торгового договору між Полоцьком і Ригою. Того ж року розбив військо рязанського князя Олега Івановича, який допомагав смоленському князю Юрію Святославичу обороняти смоленську незалежність від посягань Великого князівства Литовського.
У 1402 р. Лугвеній розбив під Любутськом рязанське військо, і взяв в полон княжича Радослава Олеговича. 1403 р. при підтримці Вітовта захопив Вязьму, а наступного року взяв участь в підкорені Смоленська. У 1407 р. воював у Верхівських князівствах і захопив Воротинськ.
1407—1412 рр. знову був князем у Новгороді, одночасно з цим в 1408—1411 рр. був намісником Вітовта у Смоленську.
З новгородськими загонами брав участь у Великій війні 1409—1411 рр. проти хрестоносців. Очолював смоленську, оршанську і мстиславську хоругви, які в критичний момент змогли врятувати польсько-литовські війська у Грюнвальдській битві.
1412 р. через московські інтриги змушений був виїхати з Новгорода. Під час громадянської війни у ВКЛ підтримував Свидригайла.
Заснував коло Мстиславля над рікою Чорна Натапа Онуфріївський монастир 1407 року.

## Сім'я і діти
- перша дружина — Марія, дочка великого князя Московського Дмитрія Донського.
  - Юрій Семенович — князь мстиславський (після 1431—1432, 1442—1444 рр.) та новгородський (1432—1440, 1444—1147 рр.).
- 2-а дружина — невідома на ім'я княжна з московської династії.
  - Ярослав Семенович — князь мстиславський (1432—1435 рр.). Сподвижник Свидригайла. Загинув у битві під Вількомиром.